# أكتوبر 2007
أكتوبر 2007 هو الشهر العاشر في عام 2007، بدأ يوم الأثنين، وأنتهى يوم الأربعاء، وأمتد لواحد وثلاثين يومًا.

## بوابة:أحداث جارية
| \| 1 أكتوبر 2007 (الإثنين) \| عدل \| تاريخ \| راقب \| تصفح \| |     |       |      |      |
| - بشار الأسد لا يستبعد الرد عسكرياً على الغارة الإسرائيلية على سوريا ويعلن إن بلاده لن تشارك بمؤتمر السلام إن لم يناقش قضية الجولان (العربية) - مفتي السعودية يحذّر من استغلال الشباب بعمليات قذرة باسم الجهاد (العربية) - أنباء عن صفقة سرية بين المخابرات المصرية وقادة حماس تسمح بعودة قادة حماس إلى غزة مقابل قاعدي مطلوب-(سي إن إن) - إسرائيل تفرج عن عشرات المعتقلين الفلسطينيين (بي بي سي) - السنغال يلمح إلى احتمال سحب قوته لحفظ السلام في دار فور (بي بي سي) - إسرائيل تدعو العرب لتقديم الدعم لا وضع شروط للمحادثات (رويترز) - بوتو: ربما أسمح بضربة أمريكية في باكستان تستهدف بن لادن (رويترز) - الرئيس الروسي فلاديمير بوتين يقول إنه قد يحكم كرئيس للوزراء (رويترز) - نيكولا ساركوزي يمتدح مسلمي فرنسا ويحذر من التشدد (رويترز) - الولايات المتحدة لا تعارض ترشيح ليبيا لمجلس الأمن (الجزيرة) |     |       |      |      |
| 1 أكتوبر 2007 (الإثنين) | عدل | تاريخ | راقب | تصفح |

| \| 3 أكتوبر 2007 (الأربعاء) \| عدل \| تاريخ \| راقب \| تصفح \| |     |       |      |      |
| - حكومة مشرف تعفو عن بوتو واستقالات جماعية لنواب البرلمان ومشرف يعين قائداً جديداً للجيش-(سي إن إن) - إسرائيل تخرج عن صمتها وتعترف بشن غارة على سوريا (العربية) - أنباء عن اتجاه في إدارة بوش لضرب مواقع الحرس الثوري الإيراني وذلك عوضاً عن المنشآت النووية (العربية) - العاهل السعودي يقر نظاما مطورا للقضاء وديوان المظالم (العربية) - حكومة هنية المقالة تعيد هيكلة الأجهزة الأمنية بغزة (الجزيرة) - قائد قوات الإتحاد الأفريقي متشائم بشأن القوات (بي بي سي) - إصابة 15 شخصا في حرائق لبنان (بي بي سي) |     |       |      |      |
| 3 أكتوبر 2007 (الأربعاء) | عدل | تاريخ | راقب | تصفح |

| \| 4 أكتوبر 2007 (الخميس) \| عدل \| تاريخ \| راقب \| تصفح \| |     |       |      |      |
| - الإعلان عن تحالف مسلح جديد في العراق بقيادة عزة الدوري (العربية) - مجلس الشيوخ الأمريكي يدرس فرض عقوبات جديدة على السودان (العربية) - قنبلة تصيب دورية لحماس بمدينة غزة وجرح 3 أشخاص (رويترز) - جون ادواردز يهاجم هيلاري كلينتون لموقفها من العراق (رويترز) - حكومة ميانمار تحذر السكان من التصدي لحملة الاعتقالات (الجزيرة) - الرئيس الأوكراني يدعو الأحزاب الرئيسية لتشكيل ائتلاف (الجزيرة) - اجتماع "إيجابي وبناء بين أولمرت وعباس-(سي إن إن) - بوتو تنفي أن تكون حكومة مشرف قد عفت عنها-(سي إن إن) - فنزويلا تحذر من ضرب إيران-(سي إن إن) - إصابة السفير البولندي في انفجار استهدف موكبه في بغداد-(سي إن إن) - تراجع النفط إلى ما دون 80 دولارا-(سي إن إن) |     |       |      |      |
| 4 أكتوبر 2007 (الخميس) | عدل | تاريخ | راقب | تصفح |

| \| 5 أكتوبر 2007 (الجمعة) \| عدل \| تاريخ \| راقب \| تصفح \| |     |       |      |      |
| - بوش يفاخر بدفاع أميركا عن مسلمي الشرق الأوسط أثناء حفل إفطار البيت الأبيض (الجزيرة) - موفد الأمم المتحدة إلى ميانمار يقدم تقريره وروسيا والصين تستبعدان معاقبة ميانمار (الجزيرة) - قوى سياسية عراقية تؤيد مشروع العقد الوطني (الجزيرة) - في كلمته بمناسبة يوم القدس نجاد يتعهد بالعمل لتحرير فلسطين ويعيد التشكيك بالمحرقة (الجزيرة) - فرنسا: الدول الأوروبية يمكنها ان تتخذ خطوات منفردة ازاء إيران (رويترز) - مرشحان للانتخابات الرئاسية اللبنانية يقولان أن انتخاب رئيس لبنان يجب أن يحدث بتوافق الأراء (رويترز) - بوش يجدد تحذيراته لسوريا من التدخل بانتخابات الرئاسة اللبنانية وذلك أثناء استقبالة لسعد الدين الحريري-(سي إن إن) - قرار باخضاع الشركات الأمنية في العراق للقانون الأمريكي (بي بي سي) - المحكمة الباكستانية العليا تسمح بإجراء الانتخابات الرئاسية السبت 6 أكتوبر (العربية) - 15 صحيفة مصرية تحتجب الأحد احتجاجا على حبس صحفيين (العربية) |     |       |      |      |
| 5 أكتوبر 2007 (الجمعة) | عدل | تاريخ | راقب | تصفح |

| \| 7 أكتوبر 2007 (الأحد) \| عدل \| تاريخ \| راقب \| تصفح \| |     |       |      |      |
| - مقتل شخصين في تحطم طائرة عسكرية سورية قرب دمشق وذلك بعد يوم من إحياء القوات المسلحة ذكرى حرب أكتوبر 1973 (العربية) - التلفزيون الباكستاني الرسمي يعلن فوز مشرف بولاية رئاسية جديدة بينما النتائج الرسمية لن تعلن قبل البت في طعون المعارضة (العربية) - صواريخ من غزة تقصف جنوب إسرائيل (الجزيرة) - بيونغ يانغ تعتزم تفكيك منشآتها النووية الشهر الجاري (الجزيرة) - المعارضة والصحف البريطانية تنتقدان موقف براون من الانتخابات (الجزيرة) - أولمرت: مؤتمر السلام ليس بديلاً للمفاوضات المباشرة-(سي إن إن) - نصر الله يتهم إسرائيل باغتيال نواب الأكثرية-(سي إن إن) - بتريوس يتهم إيران بإذكاء العنف في العراق (بي بي سي) - اعتقالات بالجملة بعد اشتباكات في شوارع كوبنهاغن (بي بي سي) - ماليزيا تدعو قادة بورما إلى محادثات مع المعارضة (بي بي سي) |     |       |      |      |
| 7 أكتوبر 2007 (الأحد) | عدل | تاريخ | راقب | تصفح |

| \| 8 أكتوبر 2007 (الإثنين) \| عدل \| تاريخ \| راقب \| تصفح \| |     |       |      |      |
| - أمريكا تتهم السفير الإيراني بالعراق بإنه عضواً في الحرس الثوري (العربية) - توقيف 40 بدوياً بسيناء على خلفية إشتباكات قبلية وحرق صور مبارك (العربية) - تحطم مروحية عسكرية مرافقة للرئيس الباكستاني في كشمير-(سي إن إن) - الأمم المتحدة تعلن إحراق بلدة في هجوم إنتقامي بدار فور-(سي إن إن) - أنقرة تنظر في خياراتها عقب قتل المتمردين الأكراد 13 جندياً تركياً-(سي إن إن) - الطالباني: 100 الف جندي أمريكي قد يغادرون العراق قريبا (رويترز) - اشتباك بين طلبة إيرانيين قبل كلمة للرئيس الإيراني (رويترز) - محلفون بريطانيون يعاينون موقع مصرع ديانا في باريس (بي بي سي) |     |       |      |      |
| 8 أكتوبر 2007 (الإثنين) | عدل | تاريخ | راقب | تصفح |

| \| 9 أكتوبر 2007 (الثلاثاء) \| عدل \| تاريخ \| راقب \| تصفح \| |     |       |      |      |
| - أخبار أن إسرائيل قد توافق على تقسيم القدس-(سي إن إن) - العراق: مقتل وإصابة 52 بتفجيرين إنتحاريين في بيجي-(سي إن إن) - مكتب رئيس الوزراء التركي: تركيا قد تدخل شمال العراق تعقبا للمتمردين الأكراد (رويترز) - فصيل متمرد في دار فور يعلن مقتل 40 في غارة للقوات الحكومية على بلدة في دار فور (رويترز) - ساركوزي يشدد لهجته ازاء إيران قبل اجتماعه مع بوتين (رويترز) - حوالي 250 قتيلا في الهجوم الباكساني على أنصار طالبان (بي بي سي) - الشرطة الإسرائيلية تستجوب أولمرت (بي بي سي) - اتفاق أممي بشأن ميانمار والعسكريون يتصلون بالمعارضة (الجزيرة) - خادم الحرمين يقر اللائحة التنفيذية لنظام هيئة البيعة بالسعودية (العربية) - فرنسي وألماني يفوزان بنوبل للفيزياء لأبحاثهما عن المقاومة المغناطيسية (العربية) |     |       |      |      |
| 9 أكتوبر 2007 (الثلاثاء) | عدل | تاريخ | راقب | تصفح |

| \| 10 أكتوبر 2007 (الأربعاء) \| عدل \| تاريخ \| راقب \| تصفح \| |     |       |      |      |
| - بلير يلتقي أولمرت للتحضير لمؤتمر السلام (بي بي سي) - طالبان تفرج عن رهينة ألماني مقابل إطلاق سجناء لها (الجزيرة) - حكومة هنية المقالة تتهم قيادات بفتح بالوقوف وراء تفجيرات غزة (الجزيرة) - عودة مئة عائلة إلى مخيم نهر البارد (الجزيرة) - العراق يحقق في مقتل امرأتين بنيران عناصر شركة أمنية أسترالية (العربية) - عباس يشير لإحتمال تبادل أراضي مع إسرائيل قبل إقامة دولة فلسطين وذلك في أول إعلان له بهذا الشأن (العربية) - قاضية أمريكية تمنع ترحيل تونسي من غوانتانامو خوفا على حياته وإدارة الرئيس بوش تؤكد أنها لن ترحل أحد إلا بضمانات (العربية) - البيت الأبيض يحذر تركيا من التوغل في العراق (رويترز) - رئيس الاستخبارات الروسية: الغرب يسعي لتفتيت روسيا-(سي إن إن) |     |       |      |      |
| 10 أكتوبر 2007 (الأربعاء) | عدل | تاريخ | راقب | تصفح |

| \| 11 أكتوبر 2007 (الخميس) \| عدل \| تاريخ \| راقب \| تصفح \| |     |       |      |      |
| - القوات الأمريكية تقتل 13 في ضربات ضد القاعدة بالعراق (رويترز) - الأمم المتحدة تدعو لمحاكمة شركات الأمن التي ترتكب مخالفات بالعراق (رويترز) - الأسد يقول أن إسرائيل فشلت استخباراتيا في غارتها على سوريا (رويترز) - هنية يعلن بدء حوار بين حماس وفتح بعد عيد الفطر (العربية) - الجنوبيون يعلقون مشاركتهم في حكومة الوحدة الوطنية في السودان (العربية) - إرجاء اجتماع قادة المعارضة المارونية مع البطريرك نصرالله بطرس صفير (الجزيرة) - الجزائر تعلن مقتل الرجل الثاني بتنظيم القاعدة في المغرب-(سي إن إن) - أمريكا تحاول احتواء أزمة الأرمن مع أنقرة وتأثيرها على قواعدها-(سي إن إن) - الكاتبة البريطانية دوريس ليسينغ تحوز على جائزة نوبل في الأدب لعام 2007-([{{{2}}} سي إن إن]) |     |       |      |      |
| 11 أكتوبر 2007 (الخميس) | عدل | تاريخ | راقب | تصفح |

| \| 12 أكتوبر 2007 (الجمعة) \| عدل \| تاريخ \| راقب \| تصفح \| |     |       |      |      |
| - تونس تنفي ممارسة التعذيب على السجناء وذلك رداً على قاضية الولايات المتحدة الأمريكية-(سي إن إن) - مفجر عراقي يقتل صبيين ويصيب 17 أثناء الاحتفال بالعيد (رويترز) - حزب العمال الكردستاني يقول ان نشطيه سيغادرون العراق إلى تركيا (رويترز) - الأمم المتحدة تشكل لجنة لاختيار قضاة المحكمة الدولية الخاصة بحادث إغتيال رئيس وزراء لبنان الأسبق رفيق الحريري (بي بي سي) - واشنطن تدعو الخرطوم والحركة الشعبية لضبط النفس (بي بي سي) - أردوغان يهدد بإجراءت إضافية ضد واشنطن بشأن إبادة الأرمن (الجزيرة) - تحطم طائرة كولومبية ومقتل 18 منهم 15 جنديا (الجزيرة) - منح جائزة نوبل للسلام لنائب الرئيس الأمريكي الأسبق آل غور وهيئة التغيرات المناخية (العربية) - 138 من علماء المسلمين يدعون للتقارب مع قادة المسيحية بالعالم (العربية) - الإعلان أن يوم الجمعة هو أول أيام عيد الفطر في عدد من الدول ودول أخرى تعلن العيد يوم السبت (العربية) |     |       |      |      |
| 12 أكتوبر 2007 (الجمعة) | عدل | تاريخ | راقب | تصفح |

| \| 15 أكتوبر 2007 (الإثنين) \| عدل \| تاريخ \| راقب \| تصفح \| |     |       |      |      |
| - حزب الله وإسرائيل ينهيان تبادل جثامين في الناقورة الحدودية بينما لم يتضح مصير أسير لبناني كان من المفترض أن تشمله العملية (العربية) - رايس: مؤتمر السلام المرتقب جدي في إقامة دولة فلسطينية وتقول أن هذه القضية من أهم أولويات بوش (العربية) - أولمرت يلمح لاستعداده تقديم تنازلات بشأن القدس (رويترز) - العراق يناشد تركيا السعي لحل ازمة حدودية دبلوماسيا (رويترز) - لبنان يعتقل مجموعة بتهمة محاولة تفجير قوات تابعة للأمم المتحدة (رويترز) - بوتين في طهران الثلاثاء رغم الحديث عن مؤامرة لإغتياله (بي بي سي) - أنقرة تطلب تفويض البرلمان بالتوغل في شمال العراق (بي بي سي) - الجيش الأمريكي ينفي تدنيس جنوده للمصحف في أفغانستان-(سي إن إن) - إلغاء حفل السلام المقرر بأريحا وتل أبيب-(سي إن إن) |     |       |      |      |
| 15 أكتوبر 2007 (الإثنين) | عدل | تاريخ | راقب | تصفح |

| \| 16 أكتوبر 2007 (الثلاثاء) \| عدل \| تاريخ \| راقب \| تصفح \| |     |       |      |      |
| - دول بحر قزوين لن تسمح باستخدام أراضيها في أي هجوم على دولة من الدول الأعضاء (رويترز) - بوتين يلمس تغيراً في الموقف الأمريكي بخصوص الدفاع الصاروخي (رويترز) - انتخاب ليبيا وفيتنام وبوركينا فاسو لعضوية مجلس الأمن (رويترز) - مسؤول بحزب العمال يتهم أنقرة بابتزاز واشنطن وبغداد (الجزيرة) - الحكومة المغربية برئاسة الفاسي تؤدي اليمين أمام الملك (الجزيرة) - البشير يلتقي وفد الشعبية بعد تعليق مشاركتها بالحكومة السودانية (الجزيرة) - أردوغان يحذر بغداد بشأن المتمردين الأكراد (بي بي سي) - رايس في القاهرة للتمهيد لمؤتمر السلام (بي بي سي) - كوريا الشمالية توقف تخصيب اليورانيوم بنهاية العام-(سي إن إن) - أولمرت: طريق طويل قبل المبادلة النهائية للأسرى مع حزب الله ومبادلة جثة المستوطن هي عملية لبناء الثقة (العربية) - بمناسبة اليوم العالمي للغذاء في 16 أكتوبر مدير عام الفاو يقول أن 854 مليون شخص سينامون جياعاً هذه الليلة (العربية) |     |       |      |      |
| 16 أكتوبر 2007 (الثلاثاء) | عدل | تاريخ | راقب | تصفح |

| \| 18 أكتوبر 2007 (الخميس) \| عدل \| تاريخ \| راقب \| تصفح \| |     |       |      |      |
| - العراق يتوقع ان تشن تركيا ضربات جوية محدودة على شمال البلاد (رويترز) - لجنة التحقيق الإسرائيلية في الحرب على لبنان تصدر تقريرها نهاية العام (رويترز) - رايس تؤكد على مؤتمر جوهري للسلام ولا تحدد موعده (الجزيرة) - بوش يحذر من حرب عالمية ثالثة بسبب نووي إيران (الجزيرة) - الأسد يزور تركيا وجيوبه مليئة بمطالب الوساطة (الجزيرة) - مباحثات بين كير والبشير لانهاء الازمة السياسية في السودان (بي بي سي) - بوتين ينتقد استمرار الاحتلال الأمريكي للعراق (بي بي سي) - 20 قتيلاً في انفجارين استهدفا موكب بينظير بوتو في كراتشي (العربية) - العراق يطلب من الانفصاليين الأكراد مغادرة أراضيه بأسرع ما يمكن (العربية) - الرئاسة الفرنسية تعلن طلاق الرئيس بعد 11 عاماً من الزواج وسيليسيا تقول كوني سيدة فرنسا الأولى يدمرني (العربية) |     |       |      |      |
| 18 أكتوبر 2007 (الخميس) | عدل | تاريخ | راقب | تصفح |

| \| 19 أكتوبر 2007 (الجمعة) \| عدل \| تاريخ \| راقب \| تصفح \| |     |       |      |      |
| - سنة العراق يحذرون من إعدام الكيماوي ومرافقيه-(سي إن إن) - مون يدعو حكومة الصومال لإطلاق سراح مسؤول أممي معتقل لديها فوراً-(سي إن إن) - بري يؤكد انتخاب رئيس للبنان قبل أنتهاء المهلة الدستورية وسوريا تعتبر حكومة السنيورة معادية (العربية) - زيباري يحذر من أن الهجوم على كردستان سيكون له عواقب على المنطقة كلها وأردوغان يدعو العراق لإغلاق معسكرات حزب العمال الكردستاني وتسليم قادته (العربية) - بوتو تتهم قادة عسكريين سابقين بمحاولة اغتيالها في كراتشي بينما السلطات الباكستانية رجحت أن يكون المتشددين وراء العلمية (العربية) - المعارضة البولندية ستسعى لخروج سريع من العراق (رويترز) - احتمال استئناف محادثات الازمة في السودان الأسبوع المقبل (رويترز) - رئيس وزراء تركيا يدعو للمصالحة مع أرمينيا (رويترز) - الإتحاد الأوروبي يتطلع للأمام مع اتفاقية لشبونة (بي بي سي) - تبرئة ضابط أمريكي في العراق من تهمة مساعدة العدو (بي بي سي) - القذافي يأسف لطلاق ساركوزي وسيسيليا (الجزيرة) |     |       |      |      |
| 19 أكتوبر 2007 (الجمعة) | عدل | تاريخ | راقب | تصفح |

| \| 20 أكتوبر 2007 (السبت) \| عدل \| تاريخ \| راقب \| تصفح \| |     |       |      |      |
| - مصادر تتوقع تأجييل الانتخابات الرئاسة اللبنانية وذلك لإتاحه مزيداً من الوقت لحل الأزمة (رويترز) - صاروخ إسرائيلي يقتل إثنين من الفلسطينيين في قارب قبالة غزة (رويترز) - جلال طالباني: بشار الأسد تجاوز كل الخطوط وذلك أمر خطير ويتساءل كيف يقبل رئيس عربي بتأييد التدخل العسكري ضد العراق (العربية) - تعيين خلف للاريجاني إثر إستقالته من نووي إيران لخلافات مع نجاد وطهران تعلن قدرتها على إطلاق 11 ألف صاروخ في أقل من دقيقة (العربية) - الوكالة الدولية للطاقة الذرية تدرس صوراً لموقع سوري قصفته إسرائيل-(سي إن إن) - مسعود برزاني: مستعدون للتصدي لأي توغل عسكري تركي بالمنطقة-(سي إن إن) - الجيش الأمريكي يحيل اثنين لمحكمة عسكرية في قضية حديثة-(سي إن إن) - عباس إلى آسيا والجهاد تشكك في مؤتمر السلام (الجزيرة) - عسكريو ميانمار يرفعون حظر التجول في يانغون (الجزيرة) |     |       |      |      |
| 20 أكتوبر 2007 (السبت) | عدل | تاريخ | راقب | تصفح |

| \| 21 أكتوبر 2007 (الأحد) \| عدل \| تاريخ \| راقب \| تصفح \| |     |       |      |      |
| - لاريجاني يحضر محادثات روما مع خليفته الجديد (الجزيرة) - الأتراك يستفتون اليوم بشأن طريقة انتخاب رئيسهم (الجزيرة) - بغداد: مقتل مدنيين بغارة أمريكية على حي الصدر خلفت 49 قتيلاً-(سي إن إن) - أكراد العراق يرفضون تسليم قادة PKK وأنقرة تعقد اجتماع أزمة والمتمردون الأكراد يقتلون 12 جنديا تركياً ويخطفون آخرين (العربية) - أنباء عن إسقاط الإعدام بحق وزير الدفاع العراقي السابق سلطان هاشم أحمد وذلك قبل أيام من تنفيذ الحكم بحق علي الكيماوي ورفاقه (العربية) - إسرائيل تعلن إحباط محاولة من فتح لاستهداف موكب أولمرت وذلك خلال توجهه للقاء عباس في أريحا (العربية) - بدء فرز الأصوات في انتخابات سويسرا التي تصدرتها قضية الهجرة (بي بي سي) - الصين تبدأ تغييرا في القيادة (بي بي سي) |     |       |      |      |
| 21 أكتوبر 2007 (الأحد) | عدل | تاريخ | راقب | تصفح |

| \| 22 أكتوبر 2007 (الإثنين) \| عدل \| تاريخ \| راقب \| تصفح \| |     |       |      |      |
| - واشنطن تعارض التوغل التركي في كردستان العراق وتدعو بغداد للتحرك ضد المتمردين، وحزب العمال الكردستاني يعلن استعداده لوقف إطلاق النار من طرف واحد (العربية) - تأجيل الانتخابات الرئاسية اللبنانية 3 أسابيع بانتظار التوافق وجنبلاط يتهم حزب الله بالاغتيالات والجميّل يلتقي عون (العربية) - بن لادن يدعو المسلحين في العراق للتوحد (رويترز) - بوش يتصل بالقيادتين العراقية والتركية بشأن المتمردين الأكراد (رويترز) - بوتو تقول إن الحماية الأمنية لها غير كافية في باكستان (رويترز) - جرح عشرات المحتجزين في سجن النقب وذلك بعد اقتحام السلطات الإسرائيلية للسجن (الجزيرة) - حزب الله يحذر أمريكا من إقامة قواعد عسكرية في لبنان-(سي إن إن) - البحرية الأمريكية تجلي الآلاف بسبب حرائق غابات كاليفورنيا-(سي إن إن) - هو جين تاو رئيسا للصين لخمس سنوات أخرى (بي بي سي) - بابا الفاتيكان يدين العنف الديني (بي بي سي) - الأتراك يوافقون على تعديل الدستور (بي بي سي) |     |       |      |      |
| 22 أكتوبر 2007 (الإثنين) | عدل | تاريخ | راقب | تصفح |

| \| 23 أكتوبر 2007 (الثلاثاء) \| عدل \| تاريخ \| راقب \| تصفح \| |     |       |      |      |
| - المالكي: العراق سيغلق مكاتب حزب العمال الكردستاني (رويترز) - مسؤول عسكري يصرح بأن القوة المشتركة لدار فور في حاجة ماسة لطائرات (رويترز) - جمعية حقوقية مغربية تطالب ساركوزي بالحقيقة في ملف بن بركة (رويترز) - الزهار يبرر الحسم بغزة ويؤكد وحدة قرار الحركة (الجزيرة) - تفاؤل أوروبي - إيراني بمحادثات روما وتلويح بريطاني بالعقوبات (الجزيرة) - الأسد يقرر منح الجنسية السورية لمواطني الجولان وذلك رفضا للهوية الإسرائيلية وتأكيدا على الانتماء للوطن (العربية) - عدد كبير من النواب الإيرانيون يدعمون المفاوض النووي المستقيل لاريجاني (العربية) - العلامة الحسيني: مخطط إيراني للتخلص من زعماء الشيعة العرب ويقول إنه بديل لحسن نصرالله (العربية) - المرشح للرئاسة الأمريكية السيناتور ماكين يقول أن تسجيل بن لادن يكشف عن نجاح أمريكي في العراق-(سي إن إن) - مواجهة متوقعة مع الكونغرس بطلب بوش موازنة إضافية للحرب-(سي إن إن) - حزب الله أفرج عن رسالة من الطيار الإسرائيلي المفقود رون أراد إلى زوجته-(سي إن إن) |     |       |      |      |
| 23 أكتوبر 2007 (الثلاثاء) | عدل | تاريخ | راقب | تصفح |

| \| 25 أكتوبر 2007 (الخميس) \| عدل \| تاريخ \| راقب \| تصفح \| |     |       |      |      |
| - بان كي مون: لبنان قد ينقسم بين حكومتين وأحزابة تتسلح وحزب الله أقوى مما كان في 2006-(سي إن إن) - البحرية الأمريكية تكشف عن هويات ضحايا إطلاق النار بالبحرين-(سي إن إن) - إسرائيل تدرس قطع الكهرباء عن غزة وذلك لمنع هجمات القسام-(سي إن إن) - وزير إسرائيلي يدعو إلى مشاركة حماس في مؤتمر السلام (بي بي سي) - رايس: حل الدولتين الإسرائيلية والفلسطينية يواجه صعوبات (بي بي سي) - ساركوزي يكشف عن مشروعة لإقامة اتحاد متوسطي (بي بي سي) - الجيش الأمريكي يسعى لتسليم نصف بغداد للسلطات العراقية (العربية) - مجموعة أمريكية تنشر صورا جوية لموقع سوري تشتبه بإنه قد يكون نوويا (العربية) - طائرات تركية تقصف أهدافا للمتمردين الأكراد على حدود العراق (العربية) - حماس تقول ان جنوداً إسرائيليين قتلوا اثنين من مقاتليها (رويترز) - لقاء الجمعة بين عباس وأولمرت في مسعى لحل الخلافات (رويترز) |     |       |      |      |
| 25 أكتوبر 2007 (الخميس) | عدل | تاريخ | راقب | تصفح |

| \| 27 أكتوبر 2007 (السبت) \| عدل \| تاريخ \| راقب \| تصفح \| |     |       |      |      |
| - الرئيس الليبي يعلن فشل محادثات سرت، والسودان يعلن وقف إطلاق نار أحادي الجانب في دار فور (العربية) - الوفد العراقي يغادر أنقرة بعد فشل المحادثات حول المتمردين الأكراد والتوتر على أشده بين الدولتين (العربية) - إسرائيل تخفض إمدادات الوقود إلى غزة اعتباراً من الأحد (العربية) - أردوغان ينتقد الإتحاد الأوروبي بسبب حزب العمال الكردستاني (بي بي سي) - معارك ضارية تندلع في العاصمة الصومالية (بي بي سي) - بوتو تزور مسقط رأسها (بي بي سي) - العمانيون يدلون بأصواتهم في انتخابات مجلس الشورى (رويترز) - وزير الخارجية الألماني شتاينماير يوجه انتقادات نادرة لميركل بشأن تركيا (رويترز) - متمردون بالنيجر يقولون انهم قتلوا 12 جنديا في كمين (رويترز) - مسؤولون إيرانيون: الجمهورية الإسلامية بمأمن من ضربة أمريكية-(سي إن إن) - أجهزة الأمن الأمريكية تتأهب تحسباً لهجمات بـأحذية مفخخة-(سي إن إن) - حكومة ميانمار تبدأ مباحثات تهدئة مع سوكي خارج منزلها-(سي إن إن) |     |       |      |      |
| 27 أكتوبر 2007 (السبت) | عدل | تاريخ | راقب | تصفح |

| \| 29 أكتوبر 2007 (الإثنين) \| عدل \| تاريخ \| راقب \| تصفح \| |     |       |      |      |
| - العاهل السعودي يحذر من فشل مؤتمر السلام (بي بي سي) - زيباري: خطط تركيا العسكرية تهدد سيادة العراق (بي بي سي) - مشاورات ثنائية حول دارفور بليبيا بعد تعليق المفاوضات مؤقتا وذلك لإفساح الوقت أمام إقناع الفصائل المقاطعة بالانضمام إليها (العربية) - تعديل حكومي في الكويت يطال 9 حقائب من أصل 15 يشمل تعيين وزيرين جديدين للنفط والمالية والداخلية (العربية) - توقع إعلان وشيك لحكومة سورية جديدة برئاسة سفيرها في بريطانيا يتوقع أن تشهد تغييرات في مناصب رئيسية (العربية) - يهود ومسيحيون يدينون رفض مشرعين أمريكيين قبول القرآن كهدية (العربية) - باكستان: مسلحون متشددون يوافقون على وقف إطلاق النار-(سي إن إن) - مواجهات بين عمال آسيويين مضربين وشرطة مكافحة الشغب في دبي-(سي إن إن) - فوز السيدة الأولى في الأرجنتين كريستينا فرنانديز دي كيرشنر في انتخابات الرئاسة (رويترز) - وزير النفظ القطري: لا بوادر على نقص الامدادات في سوق النفط (رويترز) - قريع يحذر من فشل أنابوليس وعباس ضد مؤتمر دمشق (الجزيرة) - السودان وتشاد وفرنسا يشددون على معاقبة خاطفي الأطفال (الجزيرة) |     |       |      |      |
| 29 أكتوبر 2007 (الإثنين) | عدل | تاريخ | راقب | تصفح |

| \| 30 أكتوبر 2007 (الثلاثاء) \| عدل \| تاريخ \| راقب \| تصفح \| |     |       |      |      |
| - الأمم المتحدة تعارض قطع إمدادات الطاقة عن غزة (بي بي سي) - حراس بلاكووتر منحوا حصانة من الملاحقة القضائية (بي بي سي) - رفض غربي لتصريحات البرادعي بشأن إيران (بي بي سي) - سعود الفيصل: التهديدات الأمريكية لإيران غير مجدية (بي بي سي) - أولمرت مصاب بسرطان البروتستاتا والسلطة الوطنية الفلسطينية تتمنى له الشفاء العاجل (العربية) - مصر: مبارك يعلن إعادة إطلاق برنامج نووي لأغراض سلمية-(سي إن إن) - البحرية الإيرانية تتعهد بشن هجمات انتحارية-(سي إن إن) - اصابة جنرال أمريكي في انفجار قنبلة في بغداد (رويترز) - ملك الأردن يحث الصين على لعب دور أكبر بالشرق الأوسط (رويترز) - مقتل أربعة في هجوم إنتحاري في باكستان (رويترز) - تعين رئيس وزراء جديد في الصومال (الجزيرة) - متمردو دارفور يتهمون الحكومة بخرق وقف إطلاق النار (الجزيرة) |     |       |      |      |
| 30 أكتوبر 2007 (الثلاثاء) | عدل | تاريخ | راقب | تصفح |

بوابة:أحداث جارية/أكتوبر 2007/تقويم
| أحداث جارية |
| --- |
| - أزمة الدين الحكومي اليوناني - جائحة فيروس كورونا 2019–20 - التدخل العسكري الروسي في أوكرانيا - التدخل العسكري الروسي في سوريا - الحرب الأهلية السورية - الهجوم على شمال غرب سوريا (2024) - الحرب الأهلية السودانية 2023 - عملية طوفان الأقصى - الحرب الفلسطينية الإسرائيلية (الخط الزمني) - صراع حزب الله وإسرائيل (2023–الآن) - - أزمة البحر الأحمر - الهجمات على القواعد الأمريكية في العراق وسوريا 2023 - الأزمة الإنسانية في غزة (2023 – الآن) تفاصيل أكثر النزاعات الجارية أدناه |

| وفيات حديثة |
| --- |
| - 16 مارس: أنطوان كرباج - 16 مارس: إيميلي ديكيني - 17 مارس: لي شاو كي - 17 مارس: أبو إسحاق الحويني - 17 مارس: أبو حمزة - 17 مارس: جون فرازير (لاعب كرة قدم بريطاني) - 18 مارس: قسطنطين رودريغيز - 18 مارس: محمود أبو وطفة - 18 مارس: نادية كاسيني - 18 مارس: ولامير ماركيز - 18 مارس: دينيز باوتشر - 18 مارس: عبد الرحمن حاجي أحمدي - 18 مارس: مارشال راوش - 18 مارس: عصام الدعاليس - 18 مارس: جان ميشيل (سياسي) - 19 مارس: أندريا ديليباشيتش - 19 مارس: هيرنان غودوي - 20 مارس: عثمان سيناف - 20 مارس: إدي جوردان - 20 مارس: نورمان كلارك |

| نزاعات جارية |
| --- |
| - التدخل العسكري الدولي ضد تنظيم الدولة الإسلامية (داعش) - الكاميرون - الحرب الأهلية الكاميرونية - جمهورية إفريقيا الوسطى - حرب جمهورية إفريقيا الوسطى الأهلية (2012–الآن) - جمهورية الكونغو الديموقراطية - تمرد القوات الديمقراطية المتحالفة - صراع كيفو - الحرب الأهلية الأثيوبية (2018-حاليا) - صراع أمهرة [الإنجليزية] - موزمبيق - التمرد الإسلاموي في موزمبيق - نيجيريا - تمرد بوكو حرام - التمرد الإسلامي في الساحل - تمرد الجهاديين في بوركينا فاسو · حرب مالي - الحرب الأهلية الصومالية - الحرب في الصومال (2009–الآن) - السودان - الحرب الأهلية السودانية 2023 - النزاع في أفغانستان - النزاع بين طالبان والدولة الإسلامية في أفغانستان - صراع بنجشير - الهند - التمرد في جامو وكشمير - العصيان الماوي-الناكسالي - إندونيسيا - أزمة بابوا - الصراع الداخلي في ميانمار - الحرب الأهلية في ميانمار (2021-الحاضر) - باكستان - صراع بلوشستان - عصيان خيبر بختونخوا - الصراع الأهلي في الفلبين - التمرد الشيوعي في الفلبين - الحرب الروسية الأوكرانية - الغزو الروسي لأوكرانيا 2022 - صراع العراق (2003–الآن) - التمرد العراقي (2017–الآن) - صراع إسرائيل وغزة - الحرب الفلسطينية الإسرائيلية 2023 - هجمات الحوثيين على إسرائيل (2023 - 2024) - الحرب الأهلية السورية - التدخل الأجنبي في الحرب الأهلية السورية - تركيا - الولايات المتحدة - اليمن - الحرب الأهلية اليمنية (2014–الآن) - التدخل العسكري في اليمن |